# Hans-Joachim Driehaus
Hans-Joachim Driehaus (* 28. September 1940 in Lupow, Landkreis Stolp) ist ein deutscher Jurist und ehemaliger Vorsitzender Richter am Bundesverwaltungsgericht.

## Biographie
Driehaus wuchs in Engter bei Osnabrück auf, wo sein Vater als Allgemeinmediziner praktizierte. Er absolvierte eine Lehre zum Industriekaufmann. Nach dem Studium der Rechtswissenschaften in Münster, Innsbruck, London und Bonn und Ablegung der zweiten juristischen Staatsprüfung wurde er 1971 wissenschaftlicher Mitarbeiter des Bundestagsabgeordneten Jürgen Warnke.
1973 wurde er zum Richter auf Probe ernannt und dem Verwaltungsgericht Düsseldorf zugewiesen. Im Jahr darauf erfolgte seine Ernennung zum Richter am Verwaltungsgericht unter gleichzeitiger Berufung in das Richterverhältnis auf Lebenszeit. 1978 wurde er an das Oberverwaltungsgericht für die Länder Niedersachsen und Schleswig-Holstein versetzt und zum Richter am Oberverwaltungsgericht ernannt. Im Mai 1981 erfolgte seine Ernennung zum Richter am Bundesverwaltungsgericht.
Während seiner Zugehörigkeit zum Verwaltungsgericht Düsseldorf war Driehaus für die Dauer eines halben Jahres als wissenschaftlicher Mitarbeiter an das Sekretariat des Bundesrates und für ein weiteres Jahr an das Bundesverwaltungsgericht abgeordnet. 1985 wurde er zum Honorarprofessor an der Hochschule Lüneburg bestellt.
Im Bundesverwaltungsgericht gehörte Driehaus zunächst dem für Abgabenrecht, Wehrpflichtrecht und Wohngeldrecht zuständigen 8. Revisionssenat an. Mit Ernennung zum Vorsitzenden Richter im Jahr 1997 übernahm er den Vorsitz des für das Lastenausgleichs- und Entschädigungsrecht, das Gesundheits-, Lebensmittel- und Landwirtschaftsrecht sowie das Verkehrs- und Subventionsrecht zuständigen 3. Revisionssenats.
Neben seiner Tätigkeit als Bundesrichter war Driehaus von 1992 bis 2000 Richter des Verfassungsgerichtshofs von Berlin sowie seit Dezember 2000 Mitglied des Präsidiums des Landesverbandes Berlin des Deutschen Roten Kreuzes, zunächst als Justitiar und von 2003 bis 2008 als Vizepräsident. Seit dem Ausscheiden aus seinem Richteramt 2005 ist er als Rechtsanwalt und Wirtschaftsmediator (IHK) tätig, 2009 hat er sich zusätzlich als Freier Mitarbeiter dem vhw – Bundesverband für Wohnen und Stadtentwicklung angeschlossen, wo er u. a. den Bereich der vhw-Fernlehrgänge als Studienleiter aufgebaut hat.

## Werke (Auszug)
1. Kommunalabgabenrecht, Loseblatt, 40. Lfg., Verlag Neue Wirtschaftsbriefe, Herne/Berlin
2. Berliner Kommentar zum Baugesetzbuch, 3. Aufl., Loseblatt, 13. Lfg. Carl Heymanns Verlag, Köln
3. Straßenbaubeitragsrecht in Berlin, Berlin-Schöneberg: Grundeigentum-Verlag, 2009, 2. Auflage
4. Abgabensatzungen, Verlag Neue Wirtschaftsbriefe, 2017, 2. Auflage
5. Verfassung von Berlin, Baden-Baden: Nomos, 2020, 4. Auflage
6. Erschließungsbeitragstrecht  in Baden-Württemberg nach Neufassung des Kommunalabgabengesetzes, Verlag Dt. Volksheimstättenwerk, 2005, 1. Auflage
7. Erschließungsbau- und Straßenbaubeitragsrecht in Aufsätzen, VHW-Verlag, 2020, 4. Auflage
8. Erschließungs- und Ausbaubeiträge, Beck Verlag, 2022, 11. neubearbeitete Auflage
9. Die Rechtsprechung des Bundesverwaltungsgerichtes zum Erschließungs- und Erschließungsbeitragsrecht, Verlag, Dt. Volksheimstättenwerk, 1999, 10. überarbeitete Auflage
10. Einführung in das allgemeine Verwaltungsrecht, Beck Verlag, 1996, 3. überarbeitete und erw. Auflage
11. Baurecht – Aktuell, Festschrift für Felix Weyreuther, Carl Heymanns Verlag, Köln, 1993
12. Einführung in das Wohngeldrecht der alten und der neuen Bundesländer, Verlag Dt.  Volksheimwerkstätten, 1991
13. Gewerbe- und Grundsteuerrecht, Eine Einführung, Verlag Neue Wirtschaftsbriefe, 2020
14. Lösungen von Praxisfällen zum Erschließung- und Straßenbaubeitragsrecht, Verlag Neue Wirtschaftsbriefe, 2021, 2. Auflage